# Julie Towers
Julie Gail Towers (Nueva Gales del Sur, 12 de octubre de 1976) es una exjugadora australiana de hockey sobre césped.

## Trayectoria
Towers tuvo su debut olímpico en Sídney 2000. En los Juegos Olímpicos disputados en su país venció a Argentina en la final y obtuvo la medalla de oro.